# Nikita Skuridin
Nikita Sergeyevich Skuridin (tiếng Nga: Никита Сергеевич Скуридин; sinh ngày 15 tháng 12 năm 1999) là một cầu thủ bóng đá người Nga thi đấu cho FC Kuban-2 Krasnodar.

## Sự nghiệp câu lạc bộ
Anh có màn ra mắt tại Giải bóng đá chuyên nghiệp quốc gia Nga cho FC Kuban-2 Krasnodar vào ngày 20 tháng 3 năm 2017 trong trận đấu với FC Chernomorets Novorossiysk.